# Toute petite musique de nuit
Ganz kleine Nachtmusik
 (septembre 2024).
Toute petite musique de nuit (Ganz kleine Nachtmusik, en allemand) est une œuvre de musique de chambre attribuée à Mozart (KV 648). Elle consiste en un ensemble de sept mouvements pour trio à cordes d'une durée d'environ douze minutes.

## Composition
L'œuvre est attribuée à Mozart. Celui-ci l'aurait composée au milieu ou à la fin des années 1760 lorsqu'il était jeune adolescent avant son premier voyage en Italie. Elle est formée de sept mouvements miniatures pour trio à cordes d'une durée d'environ 12 minutes selon les bibliothèques de Leipzig, qui ont indiqué que la pièce (intitulée Serenate ex C dans le manuscrit) est désignée « Ganz kleine Nachtmusik » (« Toute petite musique de nuit ») dans la dernière édition du catalogue Köchel et numérotée KV 648,,.

## Redécouverte
En réalisant la compilation du nouveau catalogue Köchel, listant toutes les œuvres documentées de Wolfgang Amadeus Mozart, des chercheurs dans le domaine de la musique classique ont redécouvert le manuscrit de cette pièce à l'existence alors inconnue dans la collection de Carl Ferdinand Becker dans la bibliothèque musicale de Leipzig. Les chercheurs ont rapporté que le manuscrit était d'une « encre brun foncé sur un papier d'un blanc moyen fait à la main » avec des parties attachées individuellement. Le manuscrit ne serait pas un original écrit de la main de Mozart mais une copie produite vers 1780,.
Le musicologue allemand Ulrich Leisinger (en), directeur scientifique de la Fondation internationale Mozarteum de Salzbourg, a déclaré que la pièce était unique comparée aux autres pièces produites par Mozart à l'époque, qui étaient principalement des arias, des symphonies et de la musique pour piano,.
Le 19 septembre 2024, la pièce redécouverte est jouée pour la première fois en public à Salzbourg (Autriche), ville de naissance du compositeur. Elle est donnée en première allemande le 21 septembre à l'Opéra de Leipzig,. La sérénade a été interprétée par les étudiants de l'école de musique I.S. Bach de la ville de Leipzig : les frères violonistes Vincent et David Geer, ainsi que la violoncelliste Elisabeth Zimmermann. [6]